# 無職
| ウィキペディアには「無職」という見出しの百科事典記事はありません（タイトルに「無職」を含むページの一覧/「無職」で始まるページの一覧）。 代わりにウィクショナリーのページ「無職」が役に立つかもしれません。 |